# Hendrik IV van Frankrijk

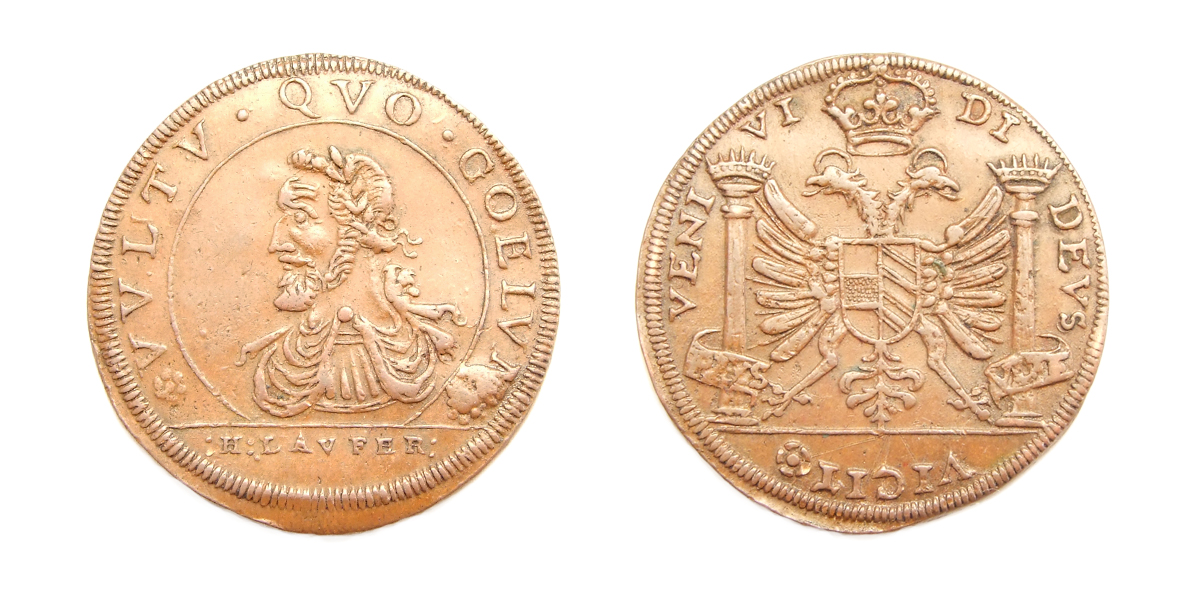
Neurenbergse jeton (of rekenpenning) met afbeelding van Hendrik IV. Maker: Hans Laufer.

Hendrik IV (Pau (Navarra, nu Frankrijk), 13 december 1553 – Parijs, 14 mei 1610) was koning van Navarra (als Hendrik III) van 1572 tot 1610 en koning van Frankrijk van 1589 tot 1610. Hij was de eerste Franse monarch van het huis Bourbon.
Hendrik werd katholiek gedoopt, maar bekeerde zich tot het protestantisme samen met zijn moeder Johanna van Albret, koningin van Navarra. Hij erfde de troon van Navarra in 1572 toen zijn moeder stierf. Als hugenoot was hij betrokken bij de Hugenotenoorlogen; hij kon maar net ontsnappen aan een moordaanslag ten tijde van de Bartholomeusnacht en leidde later de protestantse troepen tegen het koninklijk leger.
Als Franse prins van den bloede door zijn afstamming van Lodewijk IX van Frankrijk, besteeg hij de troon van Frankrijk in 1589 na de dood van zijn kinderloze neef Hendrik III. Bij het accepteren van de troon vond hij het verstandig om zijn calvinistisch geloof af te zweren. Toch werd zijn kroning gevolgd door een vier jaar lange oorlog tegen de Ligue om zijn legitimiteit te vestigen.
Hendrik was een van de populairste koningen, zowel tijdens als na zijn heerschappij. Hendrik besteedde veel aandacht aan de welvaart van zijn onderdanen. Als pragmatisch politicus toonde hij een ongebruikelijke religieuze tolerantie voor die tijd. Hij vaardigde in 1598 het Edict van Nantes uit, waardoor de religieuze vrijheden van de protestanten werden gegarandeerd en zo de Hugenotenoorlogen werden beëindigd. Hij werd vermoord door François Ravaillac, een katholiek.

## Navarra en de hugenoten
Als koning van Navarra, gelegen in de westelijke Pyreneeën, werd Hendrik al snel aanvoerder van de hugenoten, de Franse protestanten. In deze tijd vochten de protestanten een regelmatig oplaaiende oorlog tegen de katholieken om de hegemonie in Frankrijk en om godsdienstvrijheid.
Als bezegeling van de vrede die in 1570 in deze oorlog bereikt was, trouwde Hendrik op 18 augustus 1572 met katholieke Marguerite de Valois, de zuster van koning Karel IX. Enkele dagen later, op 24 augustus, werd een aantal hugenotenleiders, onder wie admiraal Gaspard de Coligny, vermoord door radicale katholieken. Deze gebeurtenis zou de geschiedenis ingaan als de Bartholomeusnacht. De bevolking van Parijs breidde het bloedbad verder uit; de moordlustige stemming sloeg over naar andere delen van Frankrijk. Hoeveel personen zijn omgekomen is onbekend, maar schattingen lopen in de duizenden. Hendrik werd niet gedood, maar wel gedwongen rooms-katholiek te worden en verbleef de volgende jaren als een gevangene aan het hof.
In 1576 slaagde Hendrik erin te ontsnappen. Hij vluchtte naar het protestantse La Rochelle, waar hij het rooms-katholieke geloof na vier jaar afzwoer en optrad als leider van het verbond tussen hugenoten en 'politiques', gematigde rooms-katholieken die vrijheid van religie voorstonden. In mei dat jaar werd de Vrede van Monsieur gesloten, waarbij vrijheid van godsdienst werd toegekend aan protestanten in heel Frankrijk, behalve in de directe omgeving van Parijs. De radicale rooms-katholieken waren gebrand op het uitroeien van het protestantisme, zodat het jaar daarop de strijd oplaaide, onderbroken door een aantal kortdurende perioden van vrede.

## Drie-Hendriken-oorlog
In 1584 kreeg de strijd een belangrijke nieuwe wending. Hertog Frans van Anjou, de broer van Hendrik III, stierf. Hendrik III had geen kinderen en volgens de geldende Salische Wet kon het koningschap niet over de vrouwelijke lijn overgeërfd worden. Het huis Valois stond daarom op uitsterven en volgens de regels van erfopvolging was Hendrik van Navarra, als afstammeling van de 13e-eeuwse koning Lodewijk IX, de troonopvolger. De rooms-katholieken weigerden hem te erkennen op grond van zijn protestantse geloof. De hierop volgende periode staat bekend als de 'Drie-Hendriken-oorlog' (1587-1589) naar de drie belangrijkste spelers in deze periode: koning Hendrik III van Frankrijk, Hendrik van Navarra als leider van de hugenoten en Hendrik I van Guise als leider van de radicale rooms-katholieken.
Aanvankelijk was Hendrik de Guise aan de winnende hand. Hij wist Hendrik III te dwingen strenge anti-protestantse wetten in te voeren en hem grote stukken land te doen afstaan. Paus Sixtus V steunde de eisen van de radicale rooms-katholieken; die zag Hendrik van Navarra wegens zijn protestantisme liever niet op de Franse troon. De politiques kozen de zijde van Hendrik van Navarra.
In 1588, na een militaire overwinning op Hendrik van Navarra, trok Guise naar Parijs. De koning werd gedwongen naar het Louvre te vluchten en De Guise en zijn medestanders beheersten de hoofdstad en de regering. Op 23 december liet koning Hendrik III Hendrik van Guise vermoorden. Een aantal van zijn belangrijke medestanders werden gevangengenomen en/of vermoord. Dit loste zijn conflict met de radicale rooms-katholieken niet op.
Uiteindelijk werd de koning in 1589 gedwongen zijn heil bij Hendrik van Navarra te zoeken, die openlijk verklaarde nog steeds de koning trouw te zijn en de rooms-katholieken volle godsdienstvrijheid te willen toekennen. Samen versloegen Hendrik III en Hendrik van Navarra de radicaal-katholieke legers en sloegen het beleg voor Parijs, waarvan de bevolking zwaar onder de honger te lijden kreeg, maar weigerde te capituleren voor de leider van de protestantse partij. Op 1 augustus dat jaar werd de koning bij een moordaanslag gedood. Hendrik van Navarra, die nu de beste rechten op de troon had, liet zich toen als Hendrik IV uitroepen tot koning van Frankrijk. Dit was reden voor de koning Filips II van Spanje zich in de strijd te mengen aan de zijde van de radicale rooms-katholieken. Hij ging zo ver zijn dochter Isabella van Spanje, die een Franse moeder had, als pretendent van de Franse troon naar voren te schuiven, maar dat wakkerde slechts de anti-Spaanse sentimenten aan. Filips' bekwame veldheer Alexander Farnese, hertog van Parma, ontzette Parijs en boekte enige militaire successen, maar overleed in 1592. Tot 1593 duurde de strijd voort; slechts Hendriks (tweede) bekering tot het katholicisme bracht hem de eindoverwinning. Op 27 februari werd hij gekroond in de kathedraal van Chartres als koning van Frankrijk. "Parijs is wel een mis waard" ("Paris vaut bien une messe") zou hij volgens de overlevering opgemerkt hebben.

## Koning van Frankrijk

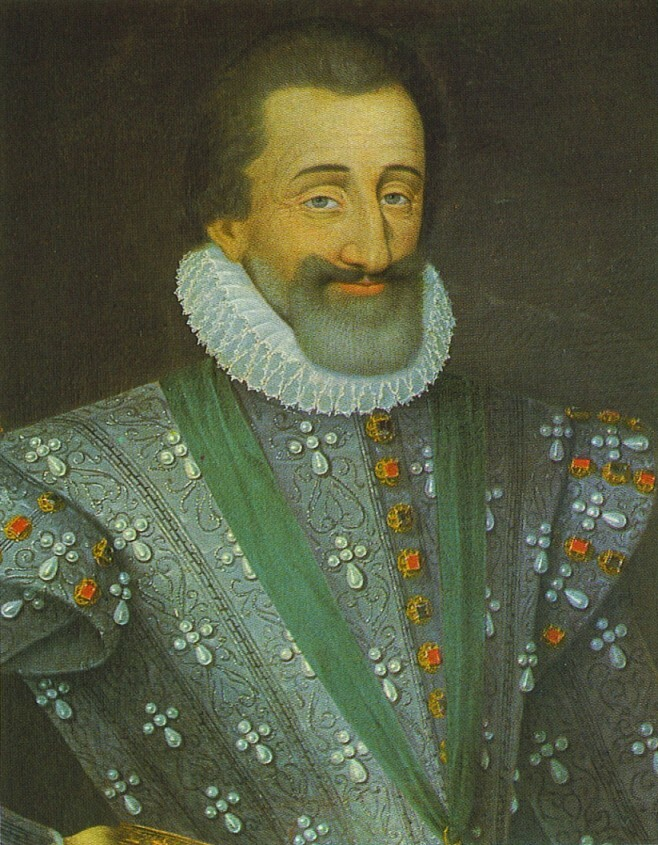
Koning Hendrik IV

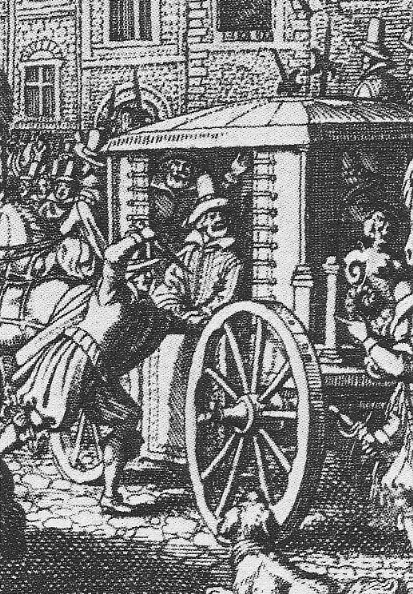
De moord op Hendrik IV

Een van zijn bekendste daden was het Edict van Nantes op 13 april 1598. Hierin formuleerde hij een religieus compromis voor Frankrijk. Het katholicisme bleef staatsgodsdienst, maar de protestanten kregen vrijheid van religie en het recht in een groot aantal plaatsen openbaar kerkdiensten te houden. Alle ambten waren open voor aanhangers van beide geloven. Speciale rechters werden aangesteld om de protestantse belangen te behartigen en de protestanten kregen het recht op een aantal versterkte steden. Hoewel het edict door alle partijen koel ontvangen werd - de protestanten vonden het niet ver genoeg gaan, de katholieken te ver - werd hiermee uiteindelijk wel voor langere tijd de godsdienststrijd in Frankrijk beëindigd. En dat was een hele verademing na 36 jaar godsdienstoorlogen, die aan 1 à 2 miljoen Fransen het leven hadden gekost.
Hendrik IV staat bekend als een kundige koning, in Frankrijk wordt hij Henri le Grand en Le bon roi Henri genoemd. Zijn Sûrintendant des Finances, de hertog van Sully, hervormde het belastingsysteem en bestreed corruptie. Ook werden nieuwe belastingen ingevoerd. Door deze maatregelen, door een politiek gericht op vergroten van de welvaart, en door een goedkope (afhoudende) buitenlandse politiek werden onder Hendrik IV de Franse staatsfinanciën weer gezond gemaakt.
Hendrik IV was een kleurrijk figuur. Dat het welzijn van het lagere volk hem ter harte ging, blijkt uit zijn opmerking dat hij zou wensen dat elke boerenfamilie elke zondag een kip in de pot kon hebben. In zijn persoonlijk leven hield hij van afwisseling. In de loop der jaren heeft hij er enkele tientallen maîtresses op na gehouden. Wel was de schone Gabrielle d'Estrées vele jaren lang zijn favoriete.
In 1609 reisde Isaac le Maire met Joris van Spilbergen, Balthazar de Moucheron en de zeerover Simon de Danser naar Parijs om opnieuw de vorming van een Franse Oostindische Compagnie te bespreken. De Moucheron speelde in deze besprekingen een dubbelrol, omdat hij aan François van Aerssen, de gezant van de Nederlanden, had gevraagd wat deze ervoor over had om de besprekingen in de war te sturen. De besprekingen stokten daarom door het wantrouwen in Le Maire van Franse zijde. In 1610 raakten de plannen voor een Franse Oostindische Compagnie voorlopig in de la.
Op 14 mei 1610 werd Hendrik IV vermoord door de monnik François Ravaillac, die geen vertrouwen had in een koning die calvinist was geweest. Helemaal als een verrassing kwam de moord niet, want er waren van radicaal-katholieke zijde al vele moordaanslagen op hem gepleegd, onder andere in 1593, door Pierre Barrière en 1594, door Jean Châtel. Het Franse parlement had daarop de orde van de jezuïeten verboden, maar Hendrik IV stond haar in 1603 toe zich weer in Frankrijk te vestigen. Hendrik IV werd opgevolgd door zijn zoon koning Lodewijk XIII. Deze was toen acht jaar oud en zijn moeder Maria de' Medici trad tot 1617 op als regentes.
Hendrik IV was de eerste Franse koning van het huis Bourbon. Na hem zouden alle Franse koningen tot die dynastie behoren.

## Huwelijken en kinderen

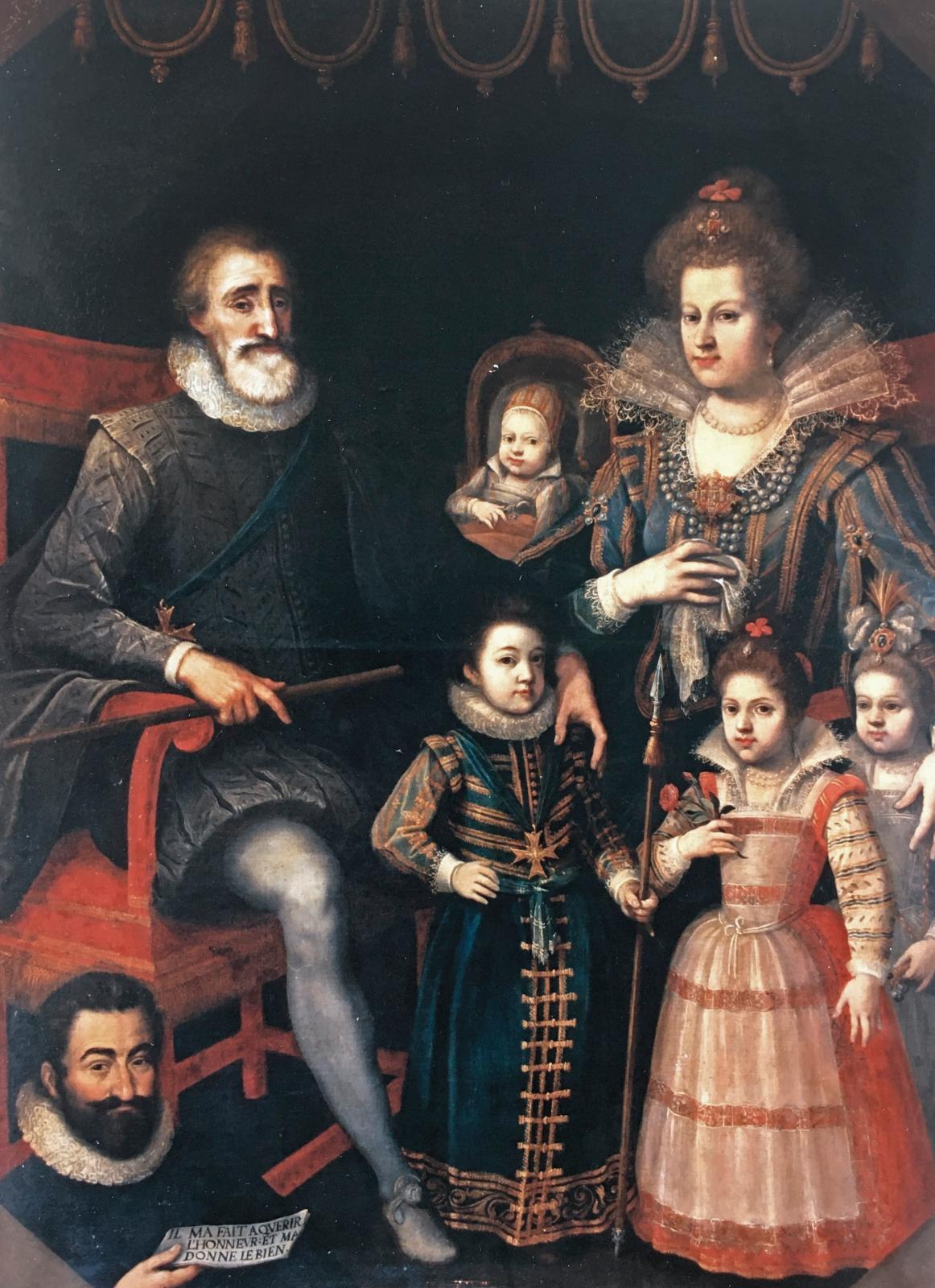
Hendrik IV en koningin Maria de' Medici en hun kinderen en markies Guillaume Fouquet de La Varenne.

Op 18 augustus 1572 trouwde Hendrik in Parijs met Margaretha van Valois, zuster van koning Karel IX van Frankrijk. Hendrik en Margaretha hadden een slechte verstandhouding. Het huwelijk bleef kinderloos en omdat hij als koning een wettige troonopvolger nodig had, liet de weer rooms-katholiek geworden Hendrik het in 1599 door paus Clemens VIII onwettig verklaren. Daarbij werden, naast de kinderloosheid, als redenen aangevoerd dat Margaretha om politieke redenen gedwongen was geweest in het huwelijk toe te stemmen en dat Hendrik en Margaretha te naaste familie waren (zij hadden dezelfde overgrootvader). Margaretha kreeg voor haar toestemming in de nietigverklaring van het huwelijk een pensioen en aanmerkelijke landschenkingen. Ook werden haar schulden kwijtgescholden en mocht ze de titel 'koningin van Frankrijk' behouden.
Na de nietigverklaring van hun huwelijk werd de verhouding tussen Hendrik en 'la Reine Margot' veel beter, en ook met Hendriks tweede vrouw had Margaretha een nauwe vriendschap. Lodewijk XIII zou bij haar overlijden in 1615 haar erfgenaam worden.
Op 17 december 1600 trouwde koning Hendrik IV met Maria de' Medici, dochter van Francesco I de' Medici, in de kathedraal van Lyon. Ze kregen zes kinderen:
- Lodewijk (1601-1643), koning van Frankrijk.
- Elisabeth (1602-1644), koningin van Spanje door haar huwelijk met koning Filips IV van Spanje.
- Christina Maria (1606-1663), gehuwd met Victor Amadeus I van Savoye.
- Nicolaas Hendrik (1607-1611), hertog van Orléans; stierf op jonge leeftijd.
- Gaston Jean-Baptiste (1608-1660), hertog van Orléans, hertog van Anjou en graaf van Blois.
- Henriëtta Maria (1609-1669), gehuwd met Karel I van Engeland.

Koning Hendrik IV had ook nog een aantal buitenechtelijke relaties, onder andere met: Diane d'Andoins (1554-1621), Françoise de Montmorency (1566-1641), Gabrielle d'Estrée (ca. 1571-1599), Catherine Henriette de Balzac d'Entragues (1579-1633), hertogin van Verneuil, Jacqueline de Bueil (ca. 1580-1651), Charlotte des Essarts (ca. 1580-1651).
Uit deze relaties had hij elf buitenechtelijke kinderen, onder wie:
drie kinderen bij Gabrielle d'Estrée, te weten:
- Caesar van Vendôme (1594-1665)
- Catherine-Henriëtte (1596-1663), gehuwd met Karel II van Elbeuf
- Alexander (1598-1629)

voorts:
- twee kinderen bij Catherine Henriette de Balzac d'Entragues
- één kind bij Jacqueline de Bueil
- twee kinderen bij Charlotte des Essarts.

## Kwartierstaat (voorouders)
| Frans van Bourbon-Vendôme (1470-1495) | Frans van Bourbon-Vendôme (1470-1495) | Frans van Bourbon-Vendôme (1470-1495) | Frans van Bourbon-Vendôme (1470-1495) | Frans van Bourbon-Vendôme (1470-1495) | Frans van Bourbon-Vendôme (1470-1495) | Maria van Saint-Pol (1472-1546)       | Maria van Saint-Pol (1472-1546)       | Maria van Saint-Pol (1472-1546)       | Maria van Saint-Pol (1472-1546)       | Maria van Saint-Pol (1472-1546) | Maria van Saint-Pol (1472-1546) |                               |                               | René van Alençon (ca. 1454-1492)     | René van Alençon (ca. 1454-1492)     | René van Alençon (ca. 1454-1492)     | René van Alençon (ca. 1454-1492)     | René van Alençon (ca. 1454-1492)     | René van Alençon (ca. 1454-1492)     | Margaretha van Vaudémont (1463-1521) | Margaretha van Vaudémont (1463-1521) | Margaretha van Vaudémont (1463-1521) | Margaretha van Vaudémont (1463-1521) | Margaretha van Vaudémont (1463-1521) | Margaretha van Vaudémont (1463-1521) |                                  |                                  | Johan III van Navarra (1469-1516) | Johan III van Navarra (1469-1516) | Johan III van Navarra (1469-1516) | Johan III van Navarra (1469-1516) | Johan III van Navarra (1469-1516)  | Johan III van Navarra (1469-1516)  | Catharina van Navarra (1468-1517)  | Catharina van Navarra (1468-1517)  | Catharina van Navarra (1468-1517)  | Catharina van Navarra (1468-1517)  | Catharina van Navarra (1468-1517) | Catharina van Navarra (1468-1517) |                                |                                | Karel van Angoulême (1459-1496) | Karel van Angoulême (1459-1496) | Karel van Angoulême (1459-1496)   | Karel van Angoulême (1459-1496)   | Karel van Angoulême (1459-1496)   | Karel van Angoulême (1459-1496)   | Louise van Savoye (1476-1531)     | Louise van Savoye (1476-1531)     | Louise van Savoye (1476-1531) | Louise van Savoye (1476-1531) | Louise van Savoye (1476-1531) | Louise van Savoye (1476-1531) |  |  |  |  |  |  |  |  |  |  |  |  |  |  |  |  |  |  |  |  |  |  |  |  |  |  |  |  |  |  |  |  |  |  |  |  |  |  |  |  |  |  |  |  |  |  |  |  |
| Frans van Bourbon-Vendôme (1470-1495) | Frans van Bourbon-Vendôme (1470-1495) | Frans van Bourbon-Vendôme (1470-1495) | Frans van Bourbon-Vendôme (1470-1495) | Frans van Bourbon-Vendôme (1470-1495) | Frans van Bourbon-Vendôme (1470-1495) | Maria van Saint-Pol (1472-1546)       | Maria van Saint-Pol (1472-1546)       | Maria van Saint-Pol (1472-1546)       | Maria van Saint-Pol (1472-1546)       | Maria van Saint-Pol (1472-1546) | Maria van Saint-Pol (1472-1546) |                               |                               | René van Alençon (ca. 1454-1492)     | René van Alençon (ca. 1454-1492)     | René van Alençon (ca. 1454-1492)     | René van Alençon (ca. 1454-1492)     | René van Alençon (ca. 1454-1492)     | René van Alençon (ca. 1454-1492)     | Margaretha van Vaudémont (1463-1521) | Margaretha van Vaudémont (1463-1521) | Margaretha van Vaudémont (1463-1521) | Margaretha van Vaudémont (1463-1521) | Margaretha van Vaudémont (1463-1521) | Margaretha van Vaudémont (1463-1521) |                                  |                                  | Johan III van Navarra (1469-1516) | Johan III van Navarra (1469-1516) | Johan III van Navarra (1469-1516) | Johan III van Navarra (1469-1516) | Johan III van Navarra (1469-1516)  | Johan III van Navarra (1469-1516)  | Catharina van Navarra (1468-1517)  | Catharina van Navarra (1468-1517)  | Catharina van Navarra (1468-1517)  | Catharina van Navarra (1468-1517)  | Catharina van Navarra (1468-1517) | Catharina van Navarra (1468-1517) |                                |                                | Karel van Angoulême (1459-1496) | Karel van Angoulême (1459-1496) | Karel van Angoulême (1459-1496)   | Karel van Angoulême (1459-1496)   | Karel van Angoulême (1459-1496)   | Karel van Angoulême (1459-1496)   | Louise van Savoye (1476-1531)     | Louise van Savoye (1476-1531)     | Louise van Savoye (1476-1531) | Louise van Savoye (1476-1531) | Louise van Savoye (1476-1531) | Louise van Savoye (1476-1531) |  |  |  |  |  |  |  |  |  |  |  |  |  |  |  |  |  |  |  |  |  |  |  |  |  |  |  |  |  |  |  |  |  |  |  |  |  |  |  |  |  |  |  |  |  |  |  |  |
|                                       |                                       |                                       |                                       |                                       |                                       |                                       |                                       |                                       |                                       |                                 |                                 |                               |                               |                                      |                                      |                                      |                                      |                                      |                                      |                                      |                                      |                                      |                                      |                                      |                                      |                                  |                                  |                                   |                                   |                                   |                                   |                                    |                                    |                                    |                                    |                                    |                                    |                                   |                                   |                                |                                |                                 |                                 |                                   |                                   |                                   |                                   |                                   |                                   |                               |                               |                               |                               |  |  |  |  |  |  |  |  |  |  |  |  |  |  |  |  |  |  |  |  |  |  |  |  |  |  |  |  |  |  |  |  |  |  |  |  |  |  |  |  |  |  |  |  |  |  |  |  |
|                                       |                                       |                                       |                                       | Karel van Bourbon-Vendôme (1489-1537) | Karel van Bourbon-Vendôme (1489-1537) | Karel van Bourbon-Vendôme (1489-1537) | Karel van Bourbon-Vendôme (1489-1537) | Karel van Bourbon-Vendôme (1489-1537) | Karel van Bourbon-Vendôme (1489-1537) |                                 |                                 |                               |                               |                                      |                                      | Françoise van Alençon (1491-1550)    | Françoise van Alençon (1491-1550)    | Françoise van Alençon (1491-1550)    | Françoise van Alençon (1491-1550)    | Françoise van Alençon (1491-1550)    | Françoise van Alençon (1491-1550)    |                                      |                                      |                                      |                                      |                                  |                                  |                                   |                                   |                                   |                                   | Hendrik II van Navarra (1503-1555) | Hendrik II van Navarra (1503-1555) | Hendrik II van Navarra (1503-1555) | Hendrik II van Navarra (1503-1555) | Hendrik II van Navarra (1503-1555) | Hendrik II van Navarra (1503-1555) |                                   |                                   |                                |                                |                                 |                                 | Margaretha van Valois (1492-1549) | Margaretha van Valois (1492-1549) | Margaretha van Valois (1492-1549) | Margaretha van Valois (1492-1549) | Margaretha van Valois (1492-1549) | Margaretha van Valois (1492-1549) |                               |                               |                               |                               |  |  |  |  |  |  |  |  |  |  |  |  |  |  |  |  |  |  |  |  |  |  |  |  |  |  |  |  |  |  |  |  |  |  |  |  |  |  |  |  |  |  |  |  |  |  |  |  |
|                                       |                                       |                                       |                                       | Karel van Bourbon-Vendôme (1489-1537) | Karel van Bourbon-Vendôme (1489-1537) | Karel van Bourbon-Vendôme (1489-1537) | Karel van Bourbon-Vendôme (1489-1537) | Karel van Bourbon-Vendôme (1489-1537) | Karel van Bourbon-Vendôme (1489-1537) |                                 |                                 |                               |                               |                                      |                                      | Françoise van Alençon (1491-1550)    | Françoise van Alençon (1491-1550)    | Françoise van Alençon (1491-1550)    | Françoise van Alençon (1491-1550)    | Françoise van Alençon (1491-1550)    | Françoise van Alençon (1491-1550)    |                                      |                                      |                                      |                                      |                                  |                                  |                                   |                                   |                                   |                                   | Hendrik II van Navarra (1503-1555) | Hendrik II van Navarra (1503-1555) | Hendrik II van Navarra (1503-1555) | Hendrik II van Navarra (1503-1555) | Hendrik II van Navarra (1503-1555) | Hendrik II van Navarra (1503-1555) |                                   |                                   |                                |                                |                                 |                                 | Margaretha van Valois (1492-1549) | Margaretha van Valois (1492-1549) | Margaretha van Valois (1492-1549) | Margaretha van Valois (1492-1549) | Margaretha van Valois (1492-1549) | Margaretha van Valois (1492-1549) |                               |                               |                               |                               |  |  |  |  |  |  |  |  |  |  |  |  |  |  |  |  |  |  |  |  |  |  |  |  |  |  |  |  |  |  |  |  |  |  |  |  |  |  |  |  |  |  |  |  |  |  |  |  |
|                                       |                                       |                                       |                                       |                                       |                                       |                                       |                                       |                                       |                                       | Anton van Bourbon (1518-1562)   | Anton van Bourbon (1518-1562)   | Anton van Bourbon (1518-1562) | Anton van Bourbon (1518-1562) | Anton van Bourbon (1518-1562)        | Anton van Bourbon (1518-1562)        |                                      |                                      |                                      |                                      |                                      |                                      |                                      |                                      |                                      |                                      |                                  |                                  |                                   |                                   |                                   |                                   |                                    |                                    |                                    |                                    |                                    |                                    | Johanna van Albret (1528-1572)    | Johanna van Albret (1528-1572)    | Johanna van Albret (1528-1572) | Johanna van Albret (1528-1572) | Johanna van Albret (1528-1572)  | Johanna van Albret (1528-1572)  |                                   |                                   |                                   |                                   |                                   |                                   |                               |                               |                               |                               |  |  |  |  |  |  |  |  |  |  |  |  |  |  |  |  |  |  |  |  |  |  |  |  |  |  |  |  |  |  |  |  |  |  |  |  |  |  |  |  |  |  |  |  |  |  |  |  |
|                                       |                                       |                                       |                                       |                                       |                                       |                                       |                                       |                                       |                                       | Anton van Bourbon (1518-1562)   | Anton van Bourbon (1518-1562)   | Anton van Bourbon (1518-1562) | Anton van Bourbon (1518-1562) | Anton van Bourbon (1518-1562)        | Anton van Bourbon (1518-1562)        |                                      |                                      |                                      |                                      |                                      |                                      |                                      |                                      |                                      |                                      |                                  |                                  |                                   |                                   |                                   |                                   |                                    |                                    |                                    |                                    |                                    |                                    | Johanna van Albret (1528-1572)    | Johanna van Albret (1528-1572)    | Johanna van Albret (1528-1572) | Johanna van Albret (1528-1572) | Johanna van Albret (1528-1572)  | Johanna van Albret (1528-1572)  |                                   |                                   |                                   |                                   |                                   |                                   |                               |                               |                               |                               |  |  |  |  |  |  |  |  |  |  |  |  |  |  |  |  |  |  |  |  |  |  |  |  |  |  |  |  |  |  |  |  |  |  |  |  |  |  |  |  |  |  |  |  |  |  |  |  |
|                                       |                                       |                                       |                                       |                                       |                                       |                                       |                                       |                                       |                                       |                                 |                                 |                               |                               |                                      |                                      |                                      |                                      |                                      |                                      |                                      |                                      |                                      |                                      |                                      |                                      |                                  |                                  |                                   |                                   |                                   |                                   |                                    |                                    |                                    |                                    |                                    |                                    |                                   |                                   |                                |                                |                                 |                                 |                                   |                                   |                                   |                                   |                                   |                                   |                               |                               |                               |                               |  |  |  |  |  |  |  |  |  |  |  |  |  |  |  |  |  |  |  |  |  |  |  |  |  |  |  |  |  |  |  |  |  |  |  |  |  |  |  |  |  |  |  |  |  |  |  |  |
|                                       |                                       |                                       |                                       |                                       |                                       |                                       |                                       |                                       |                                       |                                 |                                 |                               |                               |                                      |                                      |                                      |                                      |                                      |                                      |                                      |                                      |                                      |                                      |                                      |                                      |                                  |                                  |                                   |                                   |                                   |                                   |                                    |                                    |                                    |                                    |                                    |                                    |                                   |                                   |                                |                                |                                 |                                 |                                   |                                   |                                   |                                   |                                   |                                   |                               |                               |                               |                               |  |  |  |  |  |  |  |  |  |  |  |  |  |  |  |  |  |  |  |  |  |  |  |  |  |  |  |  |  |  |  |  |  |  |  |  |  |  |  |  |  |  |  |  |  |  |  |  |
|                                       |                                       |                                       |                                       | Hendrik van Bourbon (1551-1553)       | Hendrik van Bourbon (1551-1553)       | Hendrik van Bourbon (1551-1553)       | Hendrik van Bourbon (1551-1553)       | Hendrik van Bourbon (1551-1553)       | Hendrik van Bourbon (1551-1553)       |                                 |                                 |                               |                               | Hendrik IV van Frankrijk (1553-1610) | Hendrik IV van Frankrijk (1553-1610) | Hendrik IV van Frankrijk (1553-1610) | Hendrik IV van Frankrijk (1553-1610) | Hendrik IV van Frankrijk (1553-1610) | Hendrik IV van Frankrijk (1553-1610) |                                      |                                      |                                      |                                      | Lodewijk van Bourbon (1555-1557)     | Lodewijk van Bourbon (1555-1557)     | Lodewijk van Bourbon (1555-1557) | Lodewijk van Bourbon (1555-1557) | Lodewijk van Bourbon (1555-1557)  | Lodewijk van Bourbon (1555-1557)  |                                   |                                   |                                    |                                    | Madeleine van Bourbon (1556-1556)  | Madeleine van Bourbon (1556-1556)  | Madeleine van Bourbon (1556-1556)  | Madeleine van Bourbon (1556-1556)  | Madeleine van Bourbon (1556-1556) | Madeleine van Bourbon (1556-1556) |                                |                                |                                 |                                 | Catherine van Bourbon (1559-1604) | Catherine van Bourbon (1559-1604) | Catherine van Bourbon (1559-1604) | Catherine van Bourbon (1559-1604) | Catherine van Bourbon (1559-1604) | Catherine van Bourbon (1559-1604) |                               |                               |                               |                               |  |  |  |  |  |  |  |  |  |  |  |  |  |  |  |  |  |  |  |  |  |  |  |  |  |  |  |  |  |  |  |  |  |  |  |  |  |  |  |  |  |  |  |  |  |  |  |  |

## Heropgravingen stoffelijke resten
Toen de graven van de Franse koningen en alle leden van de Franse koningsfamilies op 10 augustus 1793 in opdracht van de Nationale Vergadering werden opengebroken en vernield vond men in de kelder van Saint-Denis het lichaam van de gebalsemde Hendrik IV op zaterdag 12 oktober vrijwel ongeschonden terug. Het lijk was in zo'n goede toestand dat men het enige tijd rechtop tegen een zuil in de benedenkapel zette. Het lichaam was gewikkeld in een ongeschonden witte lijkwade. Een ooggetuige schreef: "We bevrijdden het hoofd, het gezicht van de goede Hendrik was prachtig bewaard gebleven, de bijna witte baard en gelaatstrekken waren nauwelijks veranderd. De meest uiteenlopende taferelen hebben plaatsgevonden. Een soldaat wierp zich op het lijk en na een lange stilte van bewondering, trok hij zijn zwaard, sneed hij huilend een lange lok van zijn baard en riep; "Ook ik ben een Franse soldaat! Nu zou ik geen andere snor meer willen dragen!" Na het plaatsen van deze kostbare haren op zijn bovenlip sprak hij:" Nu ben ik zeker van het verslaan van de vijanden van Frankrijk en de overwinning".
Omdat Hendrik IV een populair vorst was zag het er even naar uit dat zijn lichaam niet zou worden vernietigd. Maar de revolutionairen wensten ook Hendrik IV niet te ontzien.
Het lichaam werd op maandag naast de resten van Lodewijk XIII en Lodewijk XII in een kuil aan de noordzijde van de kerk geworpen. Men wierp de gemummificeerde resten van Lodewijk XIV boven op de resten van zijn grootvader. Hoe en wanneer het hoofd werd verwijderd is onbekend. Het is nu in een veel slechtere staat dan in 1793.
In 1919 kocht de antiquair en fotograaf Joseph-Emile Bourdais op een veiling in het Hotel Drouot voor drie franc een gemummificeerd hoofd dat als dat van Hendrik IV werd beschreven. Bourdais bewaarde het hoofd in een glazen kist in zijn atelier in Montmartre en vroeg een kleine vergoeding aan de nieuwsgierigen die het wilden bekijken. Hij verzamelde ook portretten van Hendrik IV die hij met het hoofd vergeleek om zo de identiteit van het hoofd te achterhalen. In 1979 bood Bourdais het hoofd aan aan het Louvre maar dat museum weigerde om op het aanbod in te gaan. De relikwie kwam in handen van een onbekend gebleven verzamelaar. In 2010 heeft een groep pathologen-anatoom van het Hospital R. Poincaré onder leiding van Philippe Charlier het hoofd onderzocht. Zij kwamen tot de conclusie dat het het hoofd van Hendrik IV is. Bijkomend genetisch onderzoek in 2012 bevestigde de morfologische analyse uit 2010.
Enkele Franse historici waaronder Philippe Delorme hechtten echter weinig geloof aan de uitkomst van dit onderzoek. In 2013 werden de resultaten van een bijkomend genetisch onderzoek uit 2012 weerlegd en werd bewezen dat dit hoofd niet van Hendrik IV kon zijn. Dit gebeurde door een onderzoek door het team van Leuvense professoren Jean-Jacques Cassiman en Maarten Larmuseau. Zij deden dit door het DNA van het hoofd te vergelijken met dat van het mogelijke bloed op een zakdoek van Lodewijk XVI en dat van drie andere nog levende afstammelingen van de Bourbons.

## Nalatenschap
In 1607 liet Hendrik IV in de westelijke punt van het Île de la Cité de Place Dauphine aanleggen op een terrein grenzend aan het koninklijk paleis, het Palais de la Cité. Het was het eerste stedelijke plein in Parijs, een paar jaar later gevolgd door de Place des Vosges.
Iets ten westen van de Place Dauphine, op een verhoogd pleintje naast de Pont Neuf, staat een bronzen ruiterstandbeeld van Hendrik IV uit 1618, ontworpen door Giambologna en na diens dood voltooid door Pietro Francavilla. Het beeld werd tijdens de Franse Revolutie vernield, maar kon opnieuw worden gegoten dankzij een bewaard gebleven gipsmodel van het origineel.